# Рони Вуд
Роналд Дејвид „Рони“ Вуд (енгл. Ronald David "Ronnie" Wood; Лондон, Уједињено Краљевство, 1. јун 1947) енглески је музичар, аутор песама, музички продуцент и сликар, најпознатији као гитариста енглеске рок групе Ролингстонси од 1975. године, када је заменио Мика Тејлора. Рони се такође успешно бави сликарством и цртањем карикатура.